# Ridderkerk
Ridderkerk (uitspraakⓘ) is een plaats en gemeente in de Nederlandse provincie Zuid-Holland op het eiland IJsselmonde (een klein gedeelte ligt op het subeiland de Zwijndrechtse Waard). De gemeente telt 47.721 inwoners (22 november 2024, bron: CBS) en heeft een oppervlakte van 25,26 km². De gemeente is een van de BAR-gemeenten en maakt deel uit van de Metropoolregio Rotterdam Den Haag. Bij Ridderkerk ligt een druk verkeersknooppunt 'Ridderkerk' van de Rijkswegen A15 en A16. In Ridderkerk ligt ook Rijksweg A38, de kortste snelweg (1,5 km) van Nederland. Voor de postcodes liggen in de Basisregistratie Adressen en Gebouwen (BAG) alle woonplaatsen binnen de gemeente Ridderkerk "in" de woonplaats Ridderkerk. In de middeleeuwen was Ridderkerk een ambachtsheerlijkheid.

## Naam
De naam Ridderkerk is afkomstig van Riederkercke gelegen in de Riederwaard, waarbij ried verwijst naar het oudnederfrankische woord voor riet.

## Geschiedenis
De naam Ridderkerk (Riederkercke) komt voor het eerst voor in een bericht van hertog Hendrik IV van Brabant, waar sprake is van Riede, gelegen aan de Merwede. De Merwede heet nu de Maas. Waarschijnlijk is het gebied in de 12e eeuw voor het eerst bedijkt. In 1277 droeg Diederik van Alkemade het land, met de kerk in leen, op aan graaf Floris V van Holland, wiens opvolgers meermalen een pastoor aanstelden (patronaatsrecht) in het ambacht Riede in de Riederwaard.
In de 14e eeuw had deze waard veel te lijden van overstromingen en tussen 1373 en 1375 moest de schaarse bevolking zich terugtrekken op de zuidelijke waterkeringen daar de Riederwaard onder water kwam te staan.
In 1404 kwam het herstel van de Molendijk gereed en was de Oud-Reijerwaard herwonnen. Een dijkdoorbraak tijdens de Sint-Elisabethsvloed (1421) werd direct hersteld.
19 december 1427 werd Ridderkerk een ambachtsheerlijkheid en de eerste ambachtsheer is Ridder Roeland van Uitkerke, heer van Uitkerke en Gouverneur van Holland. Hij kreeg deze titel van Filips de Goede. Zijn vrouw, Margaretha van der Clite, wordt in 1441 ambachtsvrouw van Ridderkerk en in datzelfde jaar wordt de polder Nieuw Reijerwaard herdijkt.
In 1446 regelt Margaretha het bestuur en de rechtspraak in haar ambacht. Dit handvest vormde tot in de achttiende eeuw de basis voor het bestuur en de rechtspraak in Ridderkerk.
Daarom wordt 1446 beschouwd als het ontstaansjaar van Ridderkerk. In 1855 ging de gemeente Rijsoort en Strevelshoek op in de gemeente Ridderkerk.
De wijk Rijsoord in de gemeente Ridderkerk kreeg tijdens de Tweede Wereldoorlog landelijke bekendheid doordat daar op 15 mei 1940 in een schoolgebouw de capitulatieovereenkomst tussen Nederland en Duitsland werd ondertekend door generaal Winkelman.
Rijsoord bezit nog één molen, genaamd De Kersenboom, die in de jaren 90 gerestaureerd is en verplaatst werd naar de andere zijde van de Waal, een dode rivierarm.
Na de Tweede Wereldoorlog is het inwoneraantal in Ridderkerk fors gestegen door de bouw van diverse nieuwe wijken. In 2007 is het nieuwe centrum geopend met onder andere het gemeentehuis en een centraal plein voor evenementen met diverse horeca en een theater.

### Archeologie

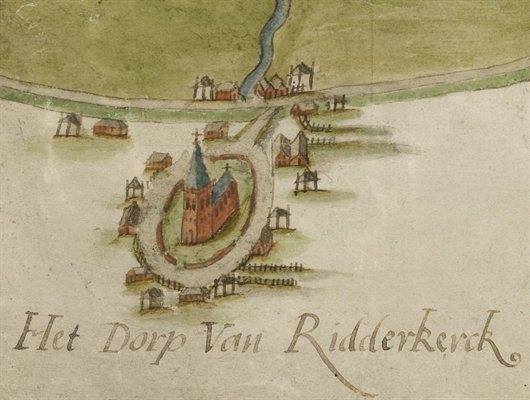
Kaart van Jan Jansz. Potter uit 1584 van het ringdorp Ridderkerk

In de tweede helft van de vorige eeuw is er in Ridderkerk veel archeologisch onderzoek gedaan. Diverse opgravingen brachten sporen van bewoning aan het licht uit de Romeinse tijd. De bewoners hielden zich toen al bezig met akkerbouw en veeteelt.
De Kievitsdonk in Bolnes werd bij de aanleg van de Rotterdamseweg archeologisch onderzocht. Daar zijn vuurstenen voorwerpen gevonden uit een periode van duizenden jaren voor Chr., waaruit blijkt dat de donk daar, vanwege de hoge ligging, toen is gebruikt als kampplaats door rondtrekkende jagers.
De oeverstroken langs de bocht van de Waal in Strevelshoek zijn duizend jaar geleden vrij intensief bewoond geweest. Aardewerkvondsten uit de 13e en het begin van de 14e eeuw tonen dit aan. Toen in die tijd het gebied voortdurend overstroomde zijn de bewoners vertrokken en is de bebouwing verdwenen. Ook opgravingen bij De Nes en de voormalige Borchhoeve in Rijsoord leverden veel informatie op over vroegere bewoning binnen de grenzen van Ridderkerk.
In 1968 vond een opgraving plaats van het Huis te Woude aan de Ringdijk te Slikkerveer. In 1371 werd aldaar een begin gemaakt met de bouw van een kasteeltje dat nooit helemaal is voltooid. Door de grote vloeden in 1373 en 1374 overstroomde de Riederwaard en kwam het bouwwerk in het water te staan. Tijdens de Hoekse en Kabeljauwse twisten werd het omvergehaald door de Hoeken die vreesden dat de tegenpartij er zich zou nestelen. Bij latere overstromingen spoelde een kleilaag over de ruïne en onttrok de resten aan het zicht. In 1969 heeft men de fundamenten van het huis gedeeltelijk gereconstrueerd. Archeologische vondsten ter plekke gaven meer inzicht in de Ridderkerkse geschiedenis.

## Kerkelijk

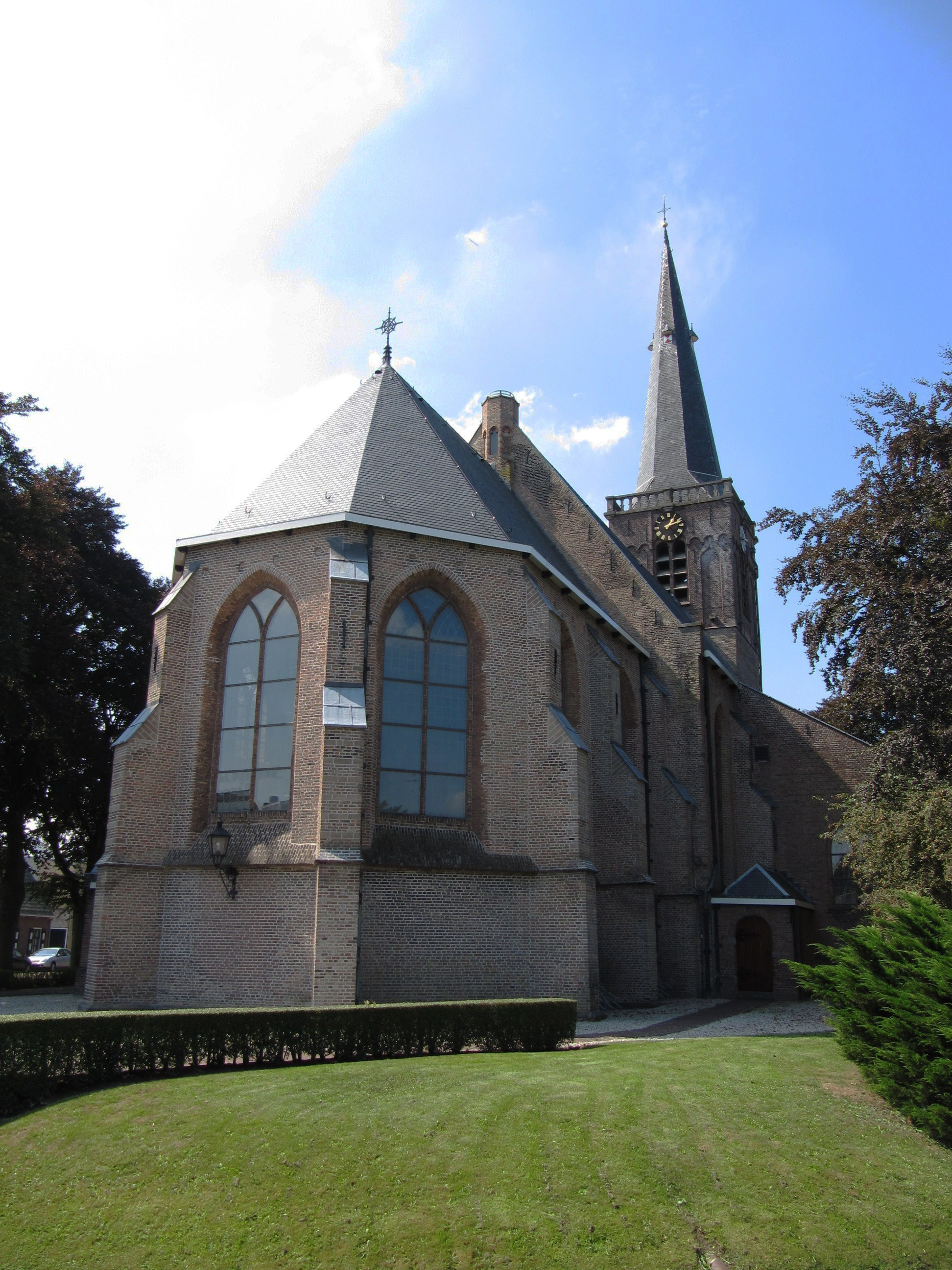
Singelkerk

De beschermheilige van Ridderkerk is St. Joris. Een groot gedeelte van de bevolking was lid van een kerk, maar dit percentage is de laatste decennia sterk afgenomen. Een centrale kerk midden in de gemeente  is de Singelkerk. Een rijksmonument en blikvanger. Verder zijn er in Ridderkerk onder meer twee gereformeerde gemeenten, een oudgereformeerde gemeente aan het Laantje in Bolnes, een Nederlandse gereformeerde kerk, een christelijke gereformeerde Kerk, een koninkrijkszaal, een Molukse gemeente, een Leger des Heils, een rooms-katholieke kerk en kapel, 2 moskeeën en een hersteld hervormde kerk. In totaal zijn er 22 gebedshuizen te vinden in Ridderkerk.

## Gemeentewapen
Het wapen van Ridderkerk bevat een afbeelding van een gehelmde Sint Joris te paard, die een draak overwint.

## Kernen
Inwoners op 1 januari 2022:
- Ridderkerk (26.234 inwoners)
- Slikkerveer (9.335 inwoners)
- Bolnes (7.890 inwoners)
- Rijsoord (3.005 inwoners)
- Oostendam (635 inwoners)

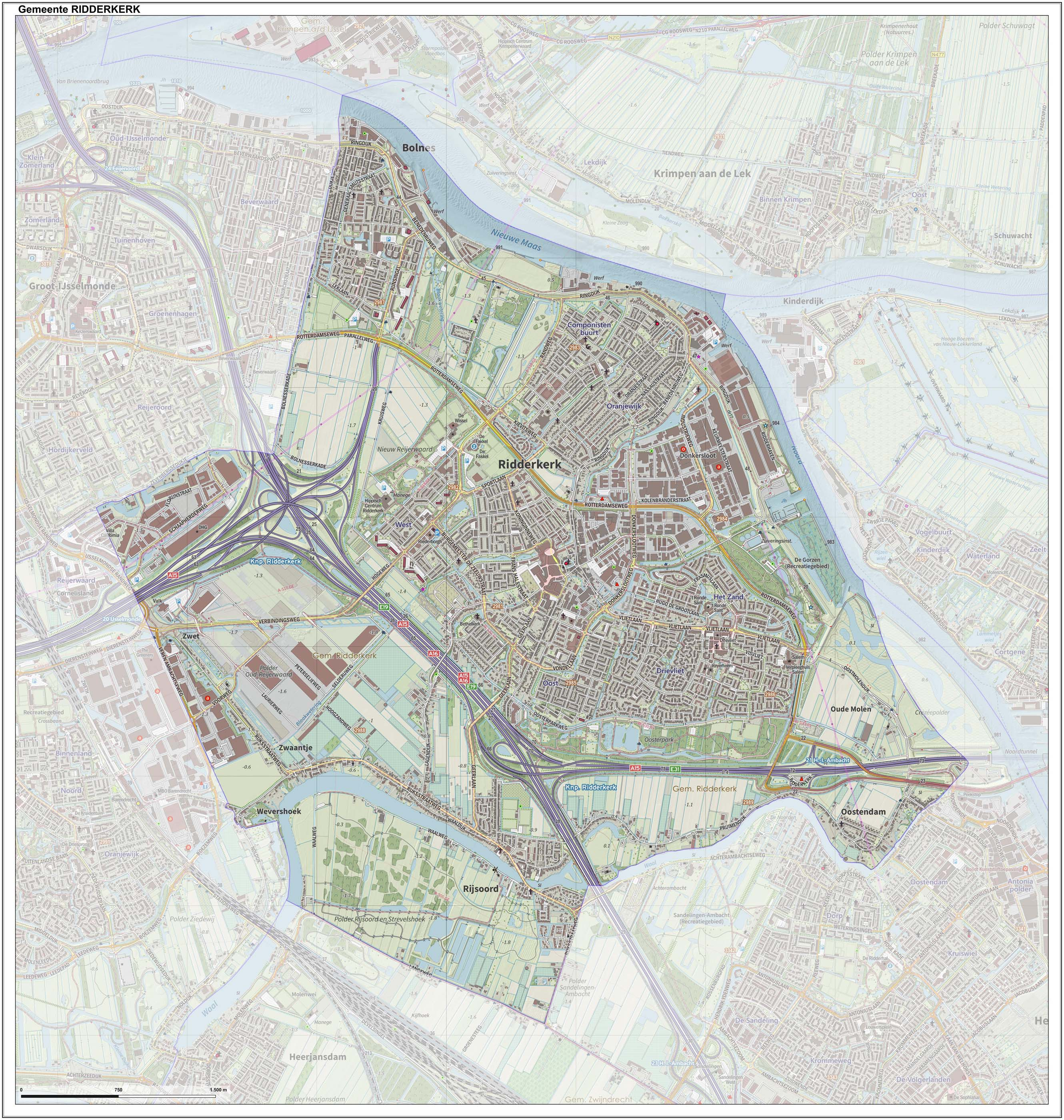
Topografische gemeentekaart van Ridderkerk, september 2022

Totaal gemeente Ridderkerk 47.099 inwoners.

## Wijken
- Drievliet/Het Zand is de recentste uitbreiding van de kern Ridderkerk, in het oosten van de gemeente en telt ruim 11.000 inwoners. Het bedrijvenpark 'Donkersloot' grenst eraan. De wijk beschikt onder andere over een wijkcentrum, de Fuik, een sporthal, een kunstgras voetbalveld. Aan het Vlietplein zijn diverse winkels en scholen gevestigd. In 2010 is dit plein ingrijpend gerenoveerd. In Drievliet zijn de basisscholen De Botter en de Bongerd gevestigd.
- Ridderkerk Oost
- Ridderkerk West
- Centrum (dit is het hart van de gemeente met een historische oude kern, een modern winkelcentrum en een stadsplein waar horeca te vinden is en diverse evenementen plaatsvinden.
- Slikkerveer
- Bolnes
- Oostendam

## Rekarreks
Rekarreks was het dialect van de plaats Ridderkerk. Anno 2025 het dialect  Rotterdams.

## Economie

### Winkelen
- Winkelplein Doctor Colijnstraat
- Winkelcentrum Vlietplein
- Winkelhart Ridderkerk met centrumdelen Jorishof, Koningshof, Ridderhof en Ridderkern
- Weekmarkt is er iedere vrijdagmorgen van 9:00 tot 15:30 uur op Parkeerterrein Ridderhof, het gedeelte van dit parkeerterrein tussen de Frans Halsstraat en Paulus Potterstraat.
- Winkelcentrum de Werf
- Plein Oost
- Dillenburgplein

### Industrie
Gelegen langs de rivieren de Noord en de Nieuwe Maas ontwikkelden zich in vroeger jaren diverse scheepswerven. In de kern Bolnes 'Boele-Bolnes' en in Slikkerveer 'De Groot & Van Vliet'. De heer Cornelis Verolme, eigenaar van Verolme Scheepswerf Alblasserdam (V.S.A.) en later RSV (Rijn-Schelde-Verolme) was woonachtig te Ridderkerk.
In Rijsoord werd vlas verbouwd en verwerkt tot linnen en touw. Het vlas werd geroot in de Waal. Uit het vlas werd ook lijnzaad gewonnen en geëxporteerd door de firma De Groot & Van Nes.
De haven van Ridderkerk is de Ridderhaven.

### Bedrijventerreinen
- Bedrijventerrein Cornelisland
- Bedrijventerrein De Groenenwaert
- Bedrijventerrein Donkersloot Noord/de Woude
- Bedrijventerrein Donkersloot Zuid
- Bedrijventerrein De Gieterij
- Bedrijventerrein Nieuw-Reijerwaard (in ontwikkeling)
- Bedrijventerrein Veren Ambacht

## Recreatie
Het vlas is verdwenen uit Rijsoord, maar de Waal trekt toeristen en sportvissers. Er zijn enkele plekken langs de oevers waar men roeiboten en kano's kan huren. Ook voor visboten (fluisterboten) en verhuur van visspullen kan men er terecht.
In het Oosterpark is een recreatieplas met een strandje en een pannenkoekenhuis.
Op het Koningsplein in het centrum vinden diverse evenementen plaats.
In Slikkerveer is een recreatieplas met een strandje.

## Cultuur en natuur
Er zijn twee musea in Ridderkerk, namelijk het Museum Johannes Postschool, wat ook bekend is als capitulatiemuseum Johannes Post en de Oudheidkamer. Ridderkerk heeft ook een theater aan het Koningsplein. Er is een actieve kunstenaarsgemeenschap die jaarlijks exposities en een Kunstroute organiseert.

### Natuurgebieden
- De Crezéepolder is een buitendijks getijdennatuurgebied van 75 hectare
- De Ridderkerkse griend is een natuurgebied gelegen in het oosten van de gemeente
- De Gorzen, een  natuur- en recreatiepark van 40 hectare
- Het Donckse Bos, landgoed en buitendijkse griend bij Huys ten Donck van 22 hectare
- Het Waalbos, een nieuw gebied in Rijsoord van 190 hectare, afwisselend stukken bos met struweel, waterpartijen met rietoevers en open weidegebied. In 2020 opende een bezoekerscentrum.

### Monumenten
In de gemeente is er een aantal rijksmonumenten, gemeentelijke monumenten en oorlogsmonumenten, zie:
- Lijst van rijksmonumenten in Ridderkerk (plaats)
- Lijst van rijksmonumenten in Ridderkerk (gemeente)
- Lijst van gemeentelijke monumenten in Ridderkerk
- Lijst van oorlogsmonumenten in Ridderkerk
- Lijst van Stolpersteine in Ridderkerk

### Kunst in de openbare ruimte
In de gemeente Ridderkerk zijn diverse beelden, sculpturen en objecten geplaatst in de openbare ruimte, zie:
- Lijst van beelden in Ridderkerk

## Openbaar vervoer
Ridderkerk heeft twee verschillende OV-mogelijkheden: de bus en de waterbus. De waterbus doet via twee lijnen de gemeente aan. Een gaat van Ridderkerk naar Kinderdijk en Krimpen aan de Lek en de andere die van Rotterdam naar Dordrecht gaat legt ook aan in de gemeente. Diverse buslijnen verbinden de gemeente met omringende plaatsen en vooral met Rotterdam. Er zijn sinds de 
jaren 90 plannen om een metrolijn of tramlijn vanuit Rotterdam naar Ridderkerk te laten lopen. De aanleg is door de stadsregio Rotterdam uitgesteld tot na 2020. Wel is de grond voor een traject voor zowel een metro- als een tramlijn gereserveerd.

## Politiek

### Gemeenteraad
De gemeenteraad van Ridderkerk bestaat uit 29 zetels. Hieronder de behaalde zetels per partij bij de gemeenteraadsverkiezingen sinds 1990:
| Gemeenteraadszetels  | Gemeenteraadszetels | Gemeenteraadszetels | Gemeenteraadszetels | Gemeenteraadszetels | Gemeenteraadszetels | Gemeenteraadszetels | Gemeenteraadszetels | Gemeenteraadszetels | Gemeenteraadszetels |
| Partij               | 1990                | 1994                | 1998                | 2002                | 2006                | 2010                | 2014                | 2018                | 2022                |
| -------------------- | ------------------- | ------------------- | ------------------- | ------------------- | ------------------- | ------------------- | ------------------- | ------------------- | ------------------- |
| Partij 18PLUS        | -                   | -                   | -                   | -                   | -                   | -                   | 1                   | 5                   | 7                   |
| SGP                  | -                   | -                   | -                   | 4                   | 6                   | 5                   | 5                   | 4                   | 5                   |
| PvdA/Groenlinks      | -                   | -                   | -                   | -                   | -                   | -                   | -                   | -                   | 0                   |
| Leefbaar Ridderkerk  | -                   | -                   | -                   | 7                   | 4                   | 10                  | 6                   | 3                   | 3                   |
| ChristenUnie         | -                   | -                   | -                   | 2                   | 3                   | 2                   | 3                   | 2                   | 3                   |
| Echt voor Ridderkerk | -                   | -                   | -                   | -                   | -                   | -                   | 5                   | 4                   | 2                   |
| CDA                  | 8                   | 6                   | 5                   | 5                   | 3                   | 2                   | 3                   | 3                   | 2                   |
| VVD                  | 3                   | 4                   | 6                   | 3                   | 3                   | 2                   | 2                   | 2                   | 2                   |
| Burger op 1          | -                   | -                   | -                   | -                   | -                   | -                   | -                   | 1                   | 1                   |
| PvdA                 | 9                   | 7                   | 8                   | 6                   | 8                   | 4                   | 2                   | 3                   | 2                   |
| GroenLinks           | -                   | -                   | -                   | -                   | -                   | -                   | -                   | 1                   | 2                   |
| D66                  | 4                   | 4                   | 2                   | -                   | -                   | -                   | -                   | 1                   | -                   |
| D66-GroenLinks       | -                   | -                   | -                   | 2                   | 1                   | 2                   | 2                   | -                   | -                   |
| Nieuw Rechts *       | -                   | -                   | -                   | -                   | 1                   | -                   | -                   | -                   | -                   |
| GPV-RPF-SGP          | 5                   | 7                   | 8                   | -                   | -                   | -                   | -                   | -                   | -                   |
| Overigen             | -                   | 1                   | -                   | -                   | -                   | -                   | -                   | -                   | -                   |
| Totaal               | 29                  | 29                  | 29                  | 29                  | 29                  | 27                  | 29                  | 29                  | 29                  |

Nieuw Rechts = Het gemeenteraadslid Martin Dijkhuizen is aan het begin van de raadsperiode verder gegaan onder de naam Ridderkerks Belang. Deze partij is opgegaan in MoedigNL.nl.

### College van B&W
Samenstelling college van burgemeester en wethouders periode 2022-2026.
| College van burgemeester en wethouders | College van burgemeester en wethouders                      | College van burgemeester en wethouders |
| -------------------------------------- | ----------------------------------------------------------- | --- |
| Burgemeester                           | Marco Oosterwijk (SGP) (Anny Attema (PvdA) tot 15 mei 2023) | openbare orde en veiligheid, politie en brandweer, algemeen bestuurlijke zaken, bestuurlijke coördinatie en samenwerking en handhaving                                                                                                   |
| Wethouders                             | Henk van Os (Partij 18PLUS)                                 | boa’s en buurtpreventie, economie inclusief bedrijfshuisvesting (Nieuw Reijerwaard, Dutch Fresh Port, enz.), bedrijfsvoering en dienstverlening, maatschappelijk vastgoed, energietransitie en circulaire economie inclusief afvalbeleid |
| Wethouders                             | Kees van der Duijn Schouten (SGP)                           | financiën, grondbeleid, Omgevingswet (ruimtelijke ontwikkelingen), wonen en regionale economie |
| Wethouders                             | Peter Meij (CDA)                                            | verkeer en vervoer, archeologie/erfgoed, leefklimaat (inclusief waterkeringen) en buitenruimte (inclusief dierenwelzijn) |
| Wethouders                             | Edward Piena (VVD)                                          | jeugdzorg, Wmo, Participatiewet (werk en inkomen), volksgezondheid en wijkteams |
| Wethouders                             | Fleur Stip (Partij 18PLUS)                                  | welzijn, cultuur en evenementen, sport en spelen, onderwijs en onderwijshuisvesting, participatie en communicatie |
| Gemeentesecretaris                     | Marije Kitselar                                             | |

## Bekende mensen uit Ridderkerk
- Aart Aardoom (1906-1985), verzetsstrijder
- Costavina Aya Ayal (1926-2015), verzetsvrouw in Nieuw-Guinea
- Martin van Beek (1960-2018), politicus
- Bas Belder (1946), leraar, journalist en politicus (SGP, Europarlementariër)
- Pieter Bode (1926-1986), politicus
- Eppo Bolhuis (1953), wetenschapper, oud-politicus
- Jan Bos (1868-1920), burgemeester
- Jordy Buijs (1988), voetballer
- Mick van Buren (1992), voetballer
- Tess van Buren (1996), handbalster
- Martin Butter (1965), orgelbouwer
- Hans van Daalen (1971), politicus (ChristenUnie)
- Bart Deurloo (1991), meerkampturner
- Robbert Dijkgraaf (1960), wiskundige, theoretisch natuurkundige en politicus
- Tim Eekman (1991), voetballer
- Jan van der Graaf (1937-2022), theoloog en ingenieur
- Johan den Hoedt (1970), organist en dirigent
- Hans Hers (1917-2006), verzetsstrijder
- Ricardo Kieboom (1991), voetballer
- Bert de Kool (1906-1996), politicus
- Luuk Kroon (1942-2012), luitenant-admiraal van de Koninklijke Marine (Bevelhebber der Zeestrijdkrachten, Chef-Defensiestaf)
- Cora van Nieuwenhuizen (1963), politica (VVD, Europarlementariër)
- Gert Oostindie (1955), historicus
- Arjan Plaisier (1956), theoloog, predikant en zendeling (voormalig scriba van de Protestantse Kerk in Nederland)
- Cornelis Pot (1885-1977), ondernemer en uitvinder van het klavarskribo
- Heleen Pott (1952), filosoof
- Wietske de Ruiter (1970), hockeyster
- Johan Schot (1961), historicus
- Arie Smit (1845-1935), scheepsbouwer en politicus (liberaal, o.a. burgemeester te Vlissingen en Tweede Kamerlid)
- Bart Jan Spruyt (1964), geschiedkundige, columnist, journalist en publicist
- Jannie Sterkenburg-Versluis (1941), politica
- Meindert Stolk (1965), politicus
- Pieter Stolk (1945-2007), dirigent en muzikaal programmamaker bij de Evangelische Omroep
- Eli Stok (1990), priester en filosoof
- Kevin Strootman (1990), voetballer
- Jan Peter Teeuw (1987), dirigent en organist
- Lee Towers (1946), zanger
- Cornelis Verolme (1900-1981), industrieel
- Cornelis van der Waal (1919-1980), predikant en theoloog
- Leen van der Waal (1928-2020), werktuigbouwkundige en politicus (SGP, Europarlementariër)
- Jos Wienen (1960), politicus en burgemeester
- Teunis Wilschut (1905-1961), architect
- IJsbrand Hendrik de Zeeuw (1923-1975), politicus (ARP, burgemeester van Andijk, Enkhuizen en Bussum)
- Liesbeth Zegveld (1970), advocaat, juriste en hoogleraar

## Aangrenzende gemeenten
| Aangrenzende gemeenten | Aangrenzende gemeenten   | Aangrenzende gemeenten | Aangrenzende gemeenten | Aangrenzende gemeenten |
| ---------------------- | ------------------------ | ---------------------- | ---------------------- | ---------------------- |
| Rotterdam              |                          |                        |                        | Krimpenerwaard         |
|                        |                          |                        |                        |                        |
|                        | Molenlanden Alblasserdam |                        |                        |                        |
|                        |                          |                        |                        |                        |
| Barendrecht            |                          | Zwijndrecht            |                        | Hendrik-Ido-Ambacht    |

- Gemeinsame Normdatei: 7723175-2
- Library of Congress Control Number: n85307843
- MusicBrainz: 8fc3a006-5b5b-4d36-81a8-8fb2dd51d160
- Nationale Bibliotheek van Israël: 987007557601605171
- Virtual International Authority File: 139629859
- WorldCat: E39PBJdmmYjRMgdXYXFyp8fcyd

Bolnes · Oostendam · Oude-Molen · Ridderkerk · Rijsoord · Slikkerveer · Strevelshoek · Wevershoek · Zwaantje · Zwet

Zuid-Holland: Steden en dorpen    Nederland: Provincies · Gemeenten
Albrandswaard · Barendrecht · Capelle aan den IJssel · Delft · Den Haag · Krimpen aan den IJssel · Lansingerland · Leidschendam-Voorburg · Maassluis · Midden-Delfland · Nissewaard · Pijnacker-Nootdorp · Ridderkerk · Rijswijk · Rotterdam · Schiedam · Vlaardingen · Voorne aan Zee · Wassenaar · Westland · Zoetermeer
Alblasserdam · Albrandswaard · Alphen aan den Rijn · Barendrecht · Bodegraven-Reeuwijk · Capelle aan den IJssel · Delft · Den Haag · Dordrecht · Goeree-Overflakkee · Gorinchem · Gouda · Hardinxveld-Giessendam · Hendrik-Ido-Ambacht · Hillegom · Hoeksche Waard · Kaag en Braassem · Katwijk · Krimpen aan den IJssel · Krimpenerwaard · Lansingerland · Leiden · Leiderdorp · Leidschendam-Voorburg · Lisse · Maassluis · Midden-Delfland · Molenlanden · Nieuwkoop · Nissewaard · Noordwijk · Oegstgeest · Papendrecht · Pijnacker-Nootdorp · Ridderkerk · Rijswijk · Rotterdam · Schiedam · Sliedrecht · Teylingen · Vlaardingen · Voorne aan Zee · Voorschoten · Waddinxveen · Wassenaar · Westland · Zoetermeer · Zoeterwoude · Zuidplas · Zwijndrecht

Steden en dorpen · Voormalige gemeenten · Nederland: Provincies · Gemeenten